# MaK 400 BB
A MaK 400 BB kisvasúti négytengelyes dízel-hidraulikus tolatómozdony, melyet a Maschinenbau Kiel (MaK) gyártott 1959-ben. A mozdony 1989 és 2023 között a Rhätische Bahn (RhB) állományában volt Gm 4/4 típusjelöléssel.
Ennek a mozdonynak a továbbfejlesztése a DB V 51 és a DB V 52 sorozat, amelyeket a Gmeinder a MaK licence alapján gyártott.

## Történet

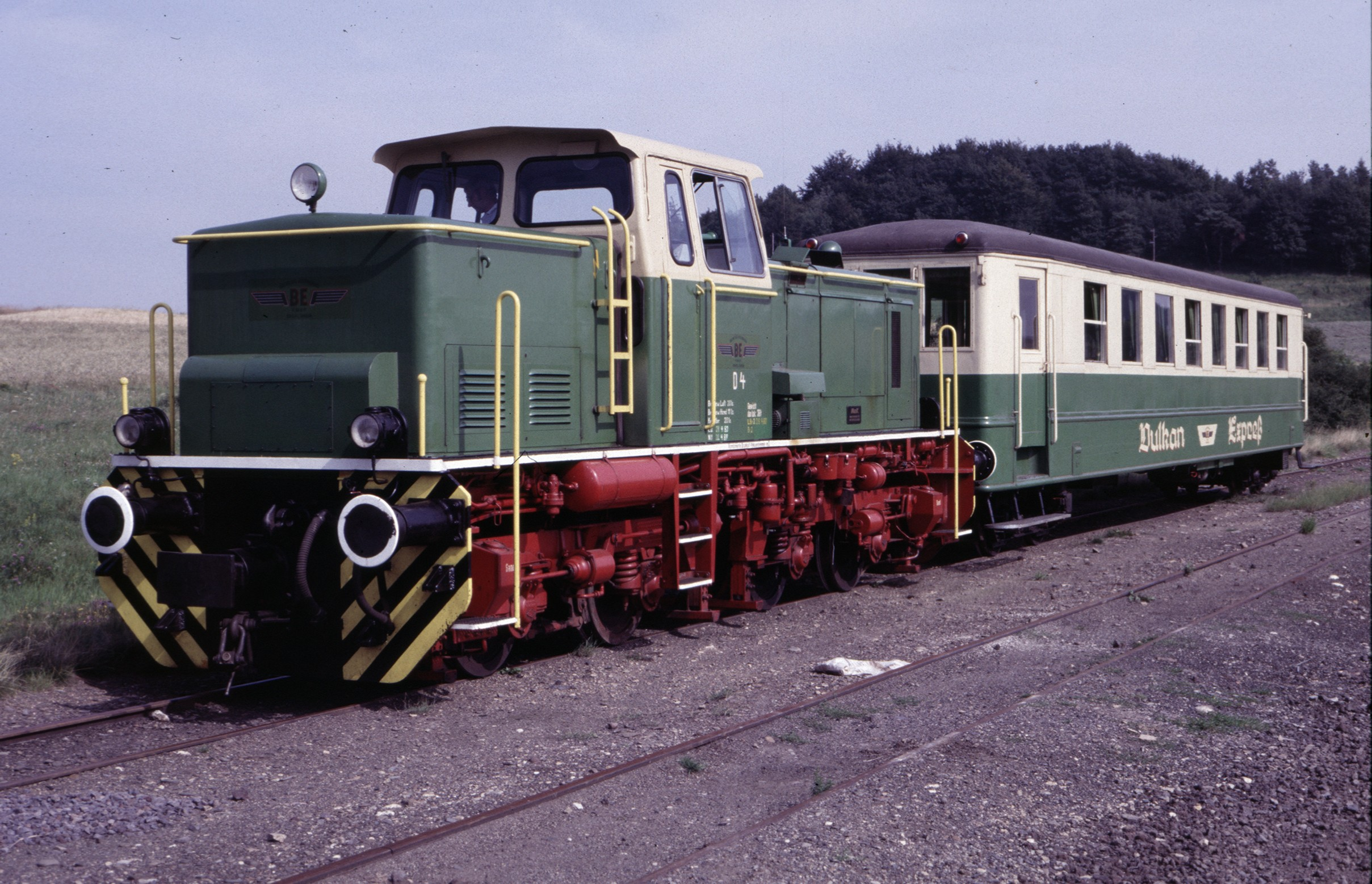
A MaK 400 BB a Brohltalbahn D 4 pályaszámú mozdonyaként a „Vulkan-Expreß“ járat élén (1984)

Az 1950-es években világossá vált, hogy a gőzmozdonyokkal való vontatásnak már nincs jövője, a dízel- és villamos mozdonyok egyre inkább kezdték leváltani azokat. Az új mozdonyok potenciális vásárlói között nemcsak a Deutsche Bundesbahn, hanem az akkor még számos, nem szövetségi tulajdonban lévő vasút, valamint a külföldi vasúttársaságok is nagy számban szerepeltek.
A Maschinenbau Kiel (MaK) az 1953-as évtől kezdve számos normál nyomtávolságú, rúdhajtású dízelmozdonyt szállított magánvasút-üzemeltetőknek. A költségek miatt azonban a keskeny nyomtávú magánvasutak a személyforgalomban régi motorvonatokat, a teherforgalomban pedig régi gőzmozdonyokat használtak. Az elhasználódott mozdonyok pótlására a működésüket beszüntetett vasúttársaságoktól szinte ócskavas áron lehetett azok pótlására másikakat vásárolni, éppen ezért a MaK 400 BB nem lett sikeres, mindössze egyetlen példányt gyártottak belőle.
A 400029 gyártási számú mozdonyt a MaK eredetileg 1959 februárjában adta át az Alsen′schen Portland-Cementwerkének, ami munkamozdonyként használta azt az Itzehoe melletti Lägerdorfban (Németország). A mozdony eredetileg 860 milliméteres nyomtávolsággal rendelkezett. A mozdony 1967-ben az Auricher Kreisbahnhoz került, ahol a D 08 pályaszámot kapta. Ebből a célból Christoph Schöttler Maschinenfabrik (Schöma) üzemében méteres nyomtávolságra alakították át, valamint a normál nyomtávolságú kocsik rollbockokon való közlekedtetéséhez további kapcsolókészülékeket és oldalütközőket kapott. A járművet 1969 októberében egy tengelykapcsoló meghibásodása után leállították. 1971-ben, miután a MaK moersi üzemében megjavították, a Brohltalbahnhoz került. Itt D 4 pályaszámmal 1986-ig állt szolgálatban, főként tartalékként és a „Vulkan-Expreß” személyszállító járat kiszolgálására. Ez a turistavonat először 1977 márciusában közlekedett, a D 4 azonban a gőzvontatás javára elvesztette ezt a feladatát, és a teherforgalomban sem volt már szükség rá.
1989-ben egy vasútijármű-kereskedőn keresztül a Rhätische Bahnhoz (RhB) került a mozdony a Vereina-alagút építése során keletkezett bontási anyagok elszállítására. A mozdonyt az oberhauseni NEVAG vállalatnál az RhB szabványainak megfelelően átalakították. Megfelelő kapcsolókészülékeket és ütközőket, a vontatott kocsik fékezésére vákuumféket, egyszerűsített Sicherheitssteuerung éberségi berendezést és új festést kapott. Svájcban a Gm 4/4 típusjelzést és a 241-es pályaszámot kapta. A mozdony az első néhány évben rendkívül hajlamos volt a meghibásodásokra, mivel a bonyolult hajtóművet nem a sok irányváltásra tervezték. A gyakori meghibásodások miatt végül leállították a mozdonyt.
A mozdony alapvetően azonban elég jónak bizonyult ahhoz, hogy egy átfogó átépítés gazdaságilag kifizetődőnek legyen. 1999-ben a landquarti főműhelyben új Cummins-motorokat, nyomatékváltókat, hajtóművet és új hűtőrendszert szereltek be a gépbe. A futóművet, a vázat és a felépítményt nagyrészt megtartották, a vontatási egység teljes vezérlőrendszerét, beleértve a vezetőfülke felszerelését, illetve a mozdony légfékjét és a vontatott kocsik fékezésére használt vákuumféket teljes mértékben az RhB-szabványokhoz igazították. Az átalakítás után a mozdonyt nagyobb meghibásodások nélkül használták; főleg Untervazban tolatási feladatok ellátására. Az RhB 2021-től vásárlót keresett a mozdonynak, azt végül 2023-ban az Interessengemeinschaft Brohltal-Schmalspureisenbahn e. V. vásárolta meg, visszafestette Landquart zöld-fehérre, és visszaadta a Brohltalbahnnak.

## Műszaki részletek

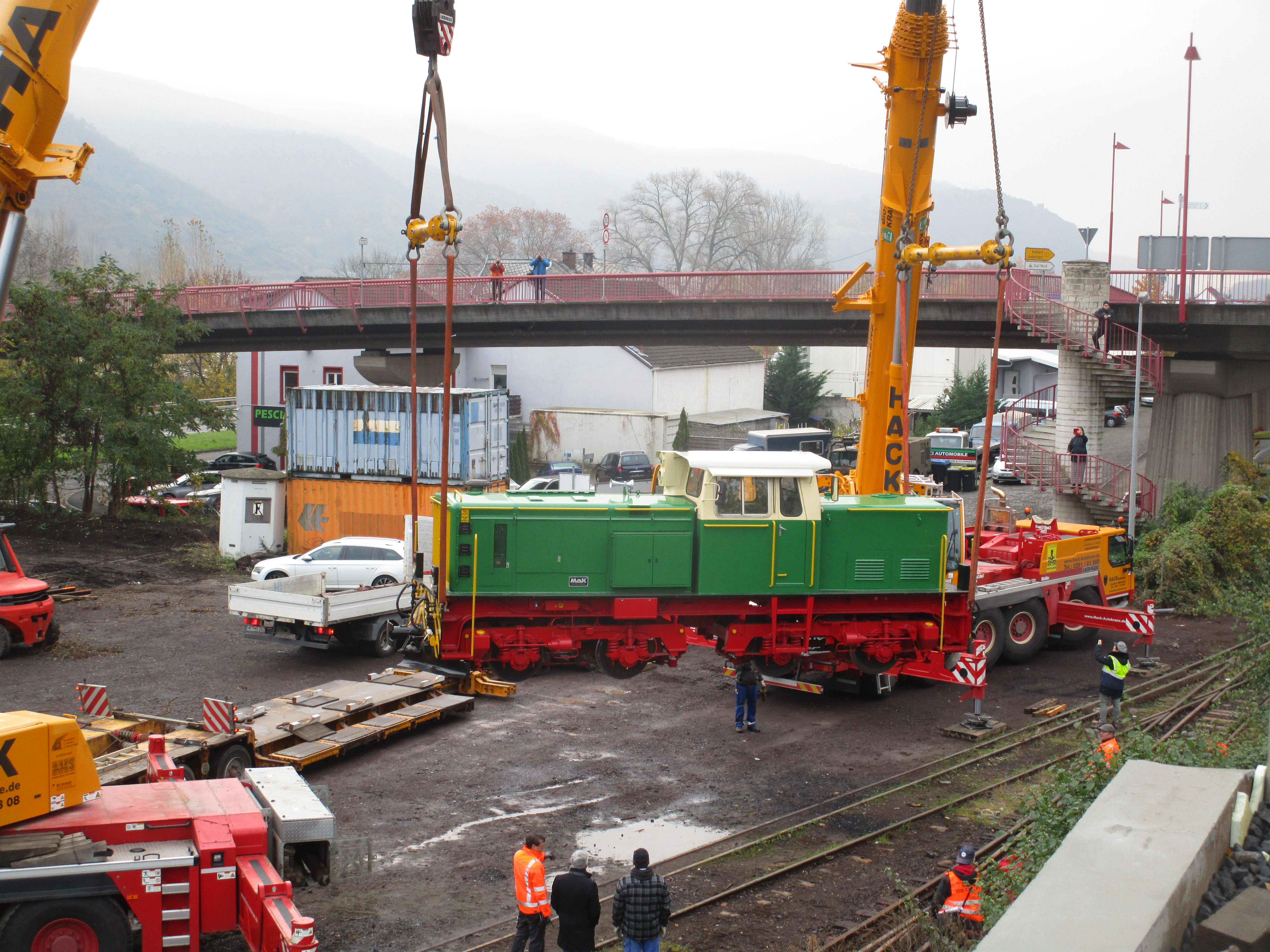
A D 4 visszatérése a Brohltalbahnra 2023. november 17-én 36 évi svájci szolgálat után

A MaK 400 BB vezetőfülkéje kettő nem azonos hosszúságú géptér között kapott helyet. A hosszabb géptérben a kettő vízhűtéses dízelmotor van, melyek egy hidraulikus hajtóműre vannak kapcsolva, amely mind a négy, két forgóvázra szerelt tengelyt meghajtja. A mozdonyba gyárilag szerelt kettő Motorenwerke Mannheim „RHS 518 S” típusú motor egyenként 147 kW (200 PS) teljesítményűek voltak, a Twin Disc gyártmányú hajtómű 30 km/h (19 mph) maximális sebességet engedett meg.
A Rhätische Bahn által beszerelt két új Cummins „KT 19-L” típusú dízelmotor egyenként 136 kW (185 PS) teljesítményű, így a gép óránkénti vonóereje 20 km/h (12 mph) sebességnél 80 kN. Ezek a hosszabb géptérben kaptak helyet és mindkettő egy-egy Twin Disc gyártmányú nyomatékváltón keresztül kapcsolódik a hajtóműhöz, amely középen, a forgóvázak között helyezkedik el.
A mozdony fékezésére légféket, a vontatott kocsik fékezésére vákuumféket használ. A hátsó, rövidebb géptérben található a kompresszor, a sűrített levegő és a tüzelőanyag-tartályok, valamint az akkumulátor.
Ennek a mozdonynak a továbbfejlesztése a DB V 51 és a DB V 52 sorozat, amelyeket a Gmeinder a MaK licence alapján gyártott.

## Fordítás
- Ez a szócikk részben vagy egészben  a   MaK 400 BB című német Wikipédia-szócikk ezen változatának fordításán alapul.  Az eredeti cikk szerkesztőit annak laptörténete sorolja fel. Ez a jelzés csupán a megfogalmazás eredetét és a szerzői jogokat jelzi, nem szolgál a cikkben szereplő információk forrásmegjelöléseként.